# Dame Stojkow
Dame Iwanow Stojkow (bułg. Даме Иванов Стойков, ur. 11 lipca 1966) – bułgarski judoka. Olimpijczyk z Barcelony 1992, gdzie zajął dziewiąte miejsce w wadze ciężkiej.
Uczestnik mistrzostw świata w 1987. Brązowy medalista mistrzostw Europy w 1988; siódmy w 1989 roku.

## Letnie Igrzyska Olimpijskie 1992
| Konkurencja | Eliminacje                      | Eliminacje                           | Eliminacje         | Repasaże            | Klas. końcowa |
| Konkurencja | Przeciwnik I                    | Przeciwnik II                        | 1/4                | Przeciwnik I        | Miejsce       |
| ----------- | ------------------------------- | ------------------------------------ | ------------------ | ------------------- | ------------- |
| +95 kg      | José Mario Tranquillini (BRA) Z | Badmaanjambuugijn Bat-Erdene (MGL) Z | Imre Csősz (HUN) P | Damon Keeve (USA) P | 9.            |